# Myrmeleon nigromarginatus
Myrmeleon nigromarginatus är en insektsart som beskrevs av Peter Esben-Petersen 1917. 
Myrmeleon nigromarginatus ingår i släktet Myrmeleon och familjen myrlejonsländor. Inga underarter finns listade i Catalogue of Life.